# Cantone di Viviers
Il Cantone di Viviers era un cantone della Francia dell'arrondissement di Privas.
A seguito della riforma approvata con decreto del 13 febbraio 2014, che ha avuto attuazione dopo le elezioni dipartimentali del 2015, è stato soppresso.

## Composizione
Comprendeva i comuni di:
- Alba-la-Romaine
- Aubignas
- Le Teil
- Saint-Thomé
- Valvignères
- Viviers